# Англо-канадці
А́нгло-кана́дці (англ. English Canadian, іноді — «а́нгло-канаді́йці») — англомовна етнокультурна група в Північні Америці, переважно у Канаді і США, а також — Великої Британії та Австралії. Загальна чисельність — 11,67 мільйонів осіб (1992). Розмовляють на канадському варіанті англійської мови.

## Кількість
У 1970 році загальну кількість англо-канадців у Канаді оцінювали у 9 мільйонів осіб. До їх складу входять канадці англійського, ірландського, шотландського, а також валлійського, німецького, голландського та іншого походження; деякі відмінності між ними зберігаються до сьогодні.
У ширшому контексті, англо-канадцями подекуди називають усіх англомовних канадців незалежно від походження, на противагу франкомовним канадцям.

## Історія
Англо-канадці — нащадки англійських колоністів Канади. Вони рухалися з півдня, з боку Великих озер, і утворили «верхню» або англійську Канаду (нині провінція Онтаріо). Згодом вся Канада була захоплена англійцями і почала швидко заселятися емігрантами з Великої Британії та її американських колоній. А в період Війни за незалежність США (1775—1783) близько 40 000 британців-лоялістів (прибічників британської корони) переселилися до Канади із США. Приплив нових поселенців створив чисельну перевагу англомовного населення над франкомовним. Англо-канадці зайняли панівне положення в Канаді. Економічний розвиток країни, боротьба за незалежність від Великої Британії, озброєне протистояння неодноразовим спробам США анексувати Канаду, а також проти економічного і політичного панування монополістичного капіталу США — сприяли зростанню їхньої національної самосвідомості. До кінця XIX — початку XX століття англо-канадці сформувалися в націю зі своєю культурою. Вони складають близько 44% сучасного населення Канади.
Етнічні компоненти англо-канадців:
- англійці,
- шотландці,
- ірландці
- інші асимільовані переселенці з країн континентальної Європи.

Мова англо-канадців — канадський варіант англійської. Більшість віруючих — протестанти різних церков (Об'єднана церква Канади, Англіканська церква Канади та інші); католики — переважно ірландці.